# Новоуральский технологический институт
Новоуральский технологический институт (полное наименование Новоуральский технологический институт — филиал федерального государственного автономного образовательного учреждения высшего образования «Национальный исследовательский ядерный университет «МИФИ»; сокращённое наименование НТИ НИЯУ МИФИ) — высшее учебное заведение города Новоуральска Свердловской области, осуществляющее подготовку специалистов и проведение передовых научных исследований в интересах высокотехнологичных отраслей экономики и, прежде всего, ядерной. Является обособленным структурным подразделением (филиалом) Национального исследовательского ядерного университета «МИФИ» и частью корпоративной образовательной системы «Росатома».

## История
В 1945 году в 70 км от Свердловска (ныне Екатеринбург) на берегу Верх-Нейвинского пруда началось строительство первого в стране газодиффузионного завода по производству высокообогащённого урана — Уральского электрохимического комбината; вместе с предприятием возник и рабочий посёлок, а позднее город Свердловск-44 (ныне Новоуральск). В 1952 году по распоряжению Совета Министров СССР в Свердловске-44 на базе учебно-организационного отдела комбината, который занимался подготовкой специалистов, открылось вечернее отделение № 2 Московского механического института (с 1953 года — Московского инженерно-физического института — МИФИ), а его первыми внештатными преподавателями стали прибывшие для работы на созданном комбинате учёные, инженеры и квалифицированные рабочие, выпускники ведущих вузов страны. Перед началом учебного года 1954—1955 годов в штат образовательного учреждения были приняты первые преподаватели, а также был сдан в эксплуатацию специально спроектированный учебный корпус, который сегодня является главным корпусом института.
Спустя 26 лет после своего создания в соответствии с совместным приказом Минвуза и Минсредмаша СССР в названии учебного заведения было упразднено слово «вечернее» — отделение № 2 МИФИ. С этого времени появились две формы обучения: индивидуальная (1—3 курсы днём, 4—6 курсы вечером) и вечерняя (1—6 курсы). В 1992 году головной Московский инженерно-физический институт сменил название на Московский государственный инженерно-физический институт (технический университет), вследствие чего и отделение в Новоуральске стало именоваться отделением № 2 МГИФИ(ТУ), а спустя ещё 5 лет — Новоуральским политехническим институтом МГИФИ(ТУ).
Распоряжением Правительства Российской Федерации в 2001 году на базе выделяемого из состава Московского государственного инженерно-физического института (технического университета) Новоуральского политехнического института было создано самостоятельное образовательное учреждение — Новоуральский государственный технологический институт. В последующие годы в качестве структурных подразделений к нему были присоединены Уральский технологический колледж (г. Заречный (Свердловская область)) и Уральский институт повышения квалификации «Прогресс».
В 2009 году в соответствии с распоряжением Правительства РФ НГТИ вновь был реорганизован путём присоединения к НИЯУ МИФИ с организацией на его основе Новоуральского технологического института — филиала Федерального государственного бюджетного образовательного учреждения высшего профессионального образования «Национальный исследовательский ядерный университет «МИФИ». После внесения ряда изменений, касающихся правовых положений государственных и муниципальных учреждений, в настоящее время учебное заведение именуется  Новоуральский технологический институт — филиал федерального государственного автономного образовательного учреждения высшего образования «Национальный исследовательский ядерный университет «МИФИ».

## Руководители
- Георгий Васильевич Елисеев (1952—1957);
- Георгий Иванович Касьянов (1957—1962);
- Юрий Васильевич Перфилов (1962—1969);
- Николай Васильевич Ковалёв (1969—1980);
- Владимир Семёнович Зотов (1980—1987);
- Алексей Петрович Дягилев (1987—2001);
- Николай Анатольевич Носырев (2001—?);
- Владимир Семёнович Зотов — и. о. (?—н. в.).

## Кафедры
По состоянию на 2020 год в образовательном процессе НТИ задействованы 8 кафедр:
- автоматизации управления;
- промышленной электроники;
- технологии машиностроения;
- управления качеством;
- экономики и управления;
- высшей математики;
- физики;
- философии и иностранных языков.

## Материально-техническое обеспечение
Кампус Новоуральского технологического института расположен в центре города по адресу ул. Ленина, 85. В главном учебном корпусе, помимо аудиторий и лабораторий физики, электрических машин и технологии машиностроения, размещены библиотека, актовый зал, малый спортзал, тренажёрный зал. Главный корпус соединён тёплыми переходами с учебно-лабораторным корпусом, оснащённым лабораториями испытания строительных материалов и конструкций, микробиологии, метрологии, микроэлектроники, а также со спортивным корпусом.